# Aldo Olmedo
Aldo David Olmedo Roman (n. Itacurubi de la Cordillera, Paraguay; 25 de septiembre de 1989) es un futbolista paraguayo. Juega de defensor derecho también como volante por derecha y su equipo actual es el Club Independiente de Campo Grande de la Primera División de Paraguay.

## Clubes
| Club                               | País     | Año         |  |
| ---------------------------------- | -------- | ----------- |  |
| Libertad                           | Paraguay | 2009 - 2011 |  |
| General Caballero                  | Paraguay | 2011        |  |
| Carapeguá                          | Paraguay | 2012        |  |
| Libertad                           | Paraguay | 2012 - 2014 |  |
| Santaní                            | Paraguay | 2015        |  |
| General Caballero                  | Paraguay | 2016        |  |
| Club Sol de América                | Paraguay | 2017        |  |
| Club Independiente de Campo Grande | Paraguay | 2018-actual |  |

### Participaciones en Copas Nacionales
| Copa               | País     | Resultado     | Partidos | Goles |
| ------------------ | -------- | ------------- | -------- | ----- |
| Copa Paraguay 2018 | Paraguay | Por confirmar | 0        | 0     |

## Palmarés
| Título          | Club     | País     | Año  |
| --------------- | -------- | -------- | ---- |
| Torneo Clausura | Libertad | Paraguay | 2010 |
| Torneo Clausura | Libertad | Paraguay | 2012 |